# Zákonnost
Zákonnost (legalita) vyjadřuje nejen povinnosti dodržovat zákon, ale také konstrukci, že právní norma může být vydána jen na základě zákonem stanoveného postupu, zákonem oprávněným subjektem v zákonem stanovené formě. Ve státech socialistické soustavy se operovalo s pojmem socialistická zákonnost, což nedůvodně mělo kompromitující účinek i na obecný pojem zákonnosti.
Opakem zákonnosti je nezákonnost, resp. protiprávnost, což je chování v rozporu s právní normou v rámci právního řádu. Speciálně v trestním právu je protiprávnost, vedle znaků uvedených ve zvláštní části trestního zákoníku, obligatorním znakem trestného činu. Soustavná protiprávní činnost se označuje jako ilegální.

## Zákonnost vdemokracii
V demokratickém právním státě má zákonnost dvě roviny:
- aplikační, kdy je každý povinen dodržovat právo a pokud tak neučiní, bude stižen předvídanou sankcí;
- legislativní spočívající v tom, že vydání právní normy může být uskutečněno jen v mezích stanovených zákonem, subjektem stanoveným zákonem a ve formě stanovené zákonem (v českém právu je tímto zákonem zákon ústavní).

Základními prameny principu zákonnosti v českém právním řádu jsou prakticky totožná ustanovení čl. 2 odst. 3 Ústavy a čl. 2 odst. 2 Listiny. Zatímco Ústava hovoří jen ve vztahu k občanům, Listina již hovoří o každém člověku, pokud ze zákona nevyplývá, že právo či povinnost se vztahuje jen k občanům České republiky.
Zárukami zákonnosti jsou zejména právní normy, procesní pravidla a soudní ochrana (především správní soudnictví).

## Socialistická zákonnost
Takzvaná socialistická zákonnost byla zdůrazňována v politické praxi a odborné literatuře států socialistické soustavy. Tato zákonnost však byla v těchto státech porušována a sám její pojem byl pochybný. Socialistická zákonnost spočívala v tvorbě právních norem a v důsledném dodržování a plnění socialistických právních norem. Socialistická zákonnost byla zajišťována politicky (vedoucí úlohou marxisticko-leninské strany) a materiálně (odstraněním materiálních příčin porušování právních norem).